# Jin-go-lo-ba
"Jin-go-lo-ba" (ook bekend als "Jingo" en "Jingo (Jin-go-lo-ba)") is een nummer van de Nigeriaanse percussionist Babatunde Olatunji, dat op zijn debutalbum Drums of Passion uit 1959 staat. In Olatunji's moedertaal Yoruba betekent dit "Maak je geen zorgen". 
Het nummer is buiten Nigeria vooral bekend geworden dankzij de coverversies, met name die door de band Santana.

## Coverversies

### Versie van Santana
Het nummer werd gecoverd door de Amerikaanse rockgroup Santana in 1969. Deze versie wordt gekenmerkt door het gitaarspel dat aan de percussie is toegevoegd. Op de eerste uitgaven van de single, gingen de credits naar Carlos Santana. Pas jaren later werden de credits gecorrigeerd.

#### NPO Radio 2 Top 2000
| Nummer met noteringen in de NPO Radio 2 Top 2000 | '99  | '00 | '01  | '02  | '03  | '04  | '05  | '06-'08 | '09  | '10  |
| ------------------------------------------------ | ---- | --- | ---- | ---- | ---- | ---- | ---- | ------- | ---- | ---- |
| Jin-go-lo-ba                                     | 1453 | -   | 1757 | 1874 | 1343 | 1868 | 1783 | -       | 1883 | 1830 |

1. ↑  Een '-' betekent dat het nummer niet was genoteerd en een vetgedrukt getal geeft de hoogste notering aan.
2. ↑  Deze tabel is bijgewerkt tot en met de laatste editie (2024).

### Andere coverversies
Naast de versie van Santana is het nummer meermalen door andere artiesten gecoverd. Serge Gainsbourg bracht het onder de titel "Marabout" en zonder vermelding van Olatunji uit in 1964. Het nummer werd ook gecoverd door James Last op zijn album Voodoo-Party (1971), door Pierre Moerlen's Gong op hun album Downwind (1979), Candido Camero op zijn album Dancin' & Prancin' (1979), door Steve Lee op zijn album FKW – Jingo (1994) en door Fatboy Slim op zijn album Palookaville (2004). Deze laatste versie is ook opgenomen in het Wii-spel Just Dance.